# جیمز برایس
جیمز برایس (انگلیسی: James Bryce, 1st Viscount Bryce; ۱۰ مهٔ ۱۸۳۸ – ۲۲ ژانویهٔ ۱۹۲۲) سیاستمدار، مورخ، و حقوق‌دان اهل پادشاهی متحد بریتانیای کبیر و ایرلند بود. او عضو حزب لیبرال بریتانیا بود.
برایس ایرلندیالاصل بود و در بلفاست متولد شد. پدرش استاد دانشگاه حقوق بود، او تحصیلاتش را در دانشگاه گلاسکو و دانشگاه آکسفورد انجام داد.
سال ۱۸۷۰–۱۸۹۰ به عنوان رئیس کرسی حقوق شهروندی دانشگاه آکسفورد و سال‌های طولانی به عنوان نماینده مجلس و وزیر در وزارتخانه‌های مختلف خدمت کرد. در سال ۱۸۶۲ با انتشار کتاب «امپراتوری مقدس روم» به عنوان مورخ مشهور شد.
مهم‌ترین اثر او در زمینهٔ اندیشه‌های سیاسی دموکراسی مدرن (۱۹۲۱) است. وی دموکراسی را حکومتی می‌دانست که در آن ارادهٔ اکثریت مردم حاکمیت پیدا می‌کند. به نظر او مسئله اصلی دموکراسی نه چگونگی تأمین حقوق و آزادی‌های فردی، بلکه چگونگی تحقق بخشیدن کامل و مؤثر به حاکمیت مردم است.
در سال ۱۹۰۷ به نشان برتر ادبی «نشان مریت» انگلستان مفتخر شد و طی سال‌های ۱۹۰۷–۱۹۰۴ به عنوان سفیر انگلستان در آمریکا خدمت نمود. وی همچنین برندهٔ همکار انجمن سلطنتی شده‌است. او در ۱۹۲۲ درگذشت.